# John Huston
John Marcellus Huston (Nevada, Missouri, 5 de agosto de 1906 - Middletown, Rhode Island, 28 de agosto de 1987) foi um ator e diretor de cinema estadunidense, filho de Rhea Gore e do ator Walter Huston.
Era um homem de muitos interesses além do cinema, como pintura, escultura, boxe, jogo, caça à raposa, entre outros. Era o pai da também atriz Anjelica Huston e de Tony, frutos do seu casamento com Ricki Soma, e do ator Danny Huston, fruto do seu relacionamento com Zoe Sallis. John ainda é pai de Pablo (com a atriz Evelyn Keyes).

## Biografia
Seu pai era ator e sua mãe uma jornalista itinerante. Ambos se divorciaram quando ele tinha seis anos. De saúde débil, aos doze anos foi enviado para um sanatório devido ao coração dilatado e problemas renais.
Depois dos estudos primários se dedicou ao boxe e a uma série de exercícios físicos para melhorar a sua saúde. Estudou pintura e trabalhou algum tempo como jornalista e redator. 
Em 1935 foi para a empresa Warner Brothers onde trabalhou como roteirista colaborador em vários filmes. Estreou como diretor em 1941, com The Maltese Falcon (no Brasil, Relíquia Macabra), cujo roteiro escreveu baseando-se na novela de Dashiell Hammett. Com esse filme tornou-se um dos mestres do chamado filme noir, tendo dirigido ainda outro clássico do gênero: O segredo das jóias (BR) (com uma jovem Marilyn Monroe no elenco).

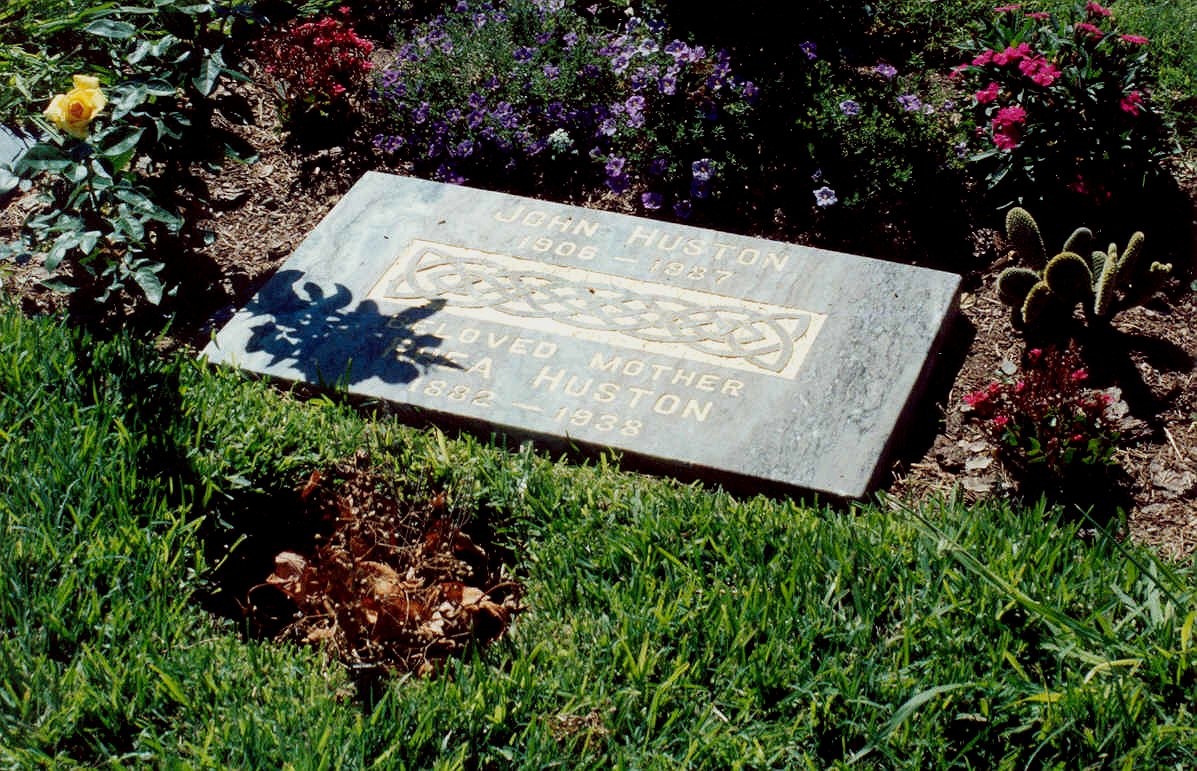
Túmulo de John Huston, no Hollywood Memorial Park Cemetery.

 Mas, sem dúvida, seus filmes de aventura como O tesouro de Sierra Madre (parábola sobre a ganância humana) e O homem que queria ser rei  (sobre o orgulho), além dos clássicos Moby Dick e Uma aventura na África (cujas filmagens também foram uma aventura, conforme mostra o filme Coração de caçador, de Clint Eastwood) formaram um conjunto de obras das mais significativas da história do cinema.
Nos últimos anos, Huston filmou duas incursões de Pelé no cinema, sendo a mais conhecida o filme Fuga para a vitória.
Como ator, John Huston ficou conhecido por ter interpretado Noé, numa das partes que compuseram o filme A Biblia. Contava não ter sido fácil fazer com que os animais entrassem aos pares na arca, fiel à concepção dos artistas clássicos.

## Filmografia

### Como diretor
- 1987 – The Dead (br: Os vivos e os mortos - pt: Gente de Dublin)
- 1985 – Prizzi's Honor (br: A honra do poderoso Prizzi - pt: A honra dos padrinhos)
- 1984 – Under the Volcano (br: À sombra do vulcão - pt: Debaixo do vulcão)
- 1982 – Annie (br / pt: Annie)
- 1981 – Escape to Victory (br / pt:Fuga para a vitória)
- 1980 – Phobia (pt: Cinco álibis)
- 1979 – Wise Blood (pt: Sangue selvagem)
- 1979 – Love and Bullets
- 1976 – Independence (curta-metragem)
- 1975 – The Man Who Would Be King (br / pt: O homem que queria ser rei)
- 1973 – The Mackintosh Man (br: O emissário de Mackintosh - pt: O misterioso mr. MacKintosh)
- 1972 – The Life and Times of Judge Roy Bean (br:Roy Bean – O homem da lei - pt:)
- 1972 – Fat City (br: Cidade das ilusões - pt: A cidade viscosa)
- 1971 – The Last Run (não creditado)
- 1970 – The Kremlin Letter (br: Carta ao Kremlin - pt:)
- 1969 – A Walk with Love and Death (br: Caminhando com o amor e a morte - pt:)
- 1969 – Sinful Davey - (br: O irresistível bandoleiro - pt:)
- 1967 – Reflections in a Golden Eye (br: O pecado de todos nós - pt: Reflexos num olho dourado)
- 1967 – Casino Royale (br: Cassino Royale - pt: Casino Royale)
- 1966 – La Bibbia ou The Bible: In the Beginning (br / pt: A Bíblia… No Início)
- 1964 – The Night of the Iguana (br: A noite do iguana - pt: A noite da iguana)
- 1963 – The List of Adrian Messenger (br: A lista de Adrian Messenger - pt: As cinco caras do assassino)
- 1962 – Freud (br: Freud - Além da alma - pt:)
- 1961 – The Misfits (br: Os desajustados - pt: Os inadaptados)
- 1960 – The Unforgiven (br / pt: O passado não perdoa)
- 1958 – The Roots of Heaven (br / pt: Raízes do céu)
- 1958 – The Barbarian and the Geisha (br / pt: O bárbaro e a gueixa)
- 1957 – A Farewell to Arms (não creditado)
- 1957 – Heaven Knows, Mr. Allison (br: O céu é testemunha - pt: O espírito e a carne)
- 1956 – Moby Dick (br / pt: Moby Dick)
- 1953 – Beat the Devil (br: O diabo riu por último - pt: O Tesouro de África)
- 1952 – Moulin Rouge (br / pt: Moulin Rouge)
- 1951 – The African Queen (br: Uma aventura na África - pt: A rainha africana)
- 1951 – The Red Badge of Courage (br: A glória de um covarde - pt: Sob a bandeira da coragem)
- 1950 – The Asphalt Jungle (br: Segredo das jóias - pt: Quando a cidade dorme)
- 1949 – We Were Strangers (br: Resgate de sangue - pt: Os insurrectos)
- 1948 – Key Largo (br / pt: Paixões em fúria)
- 1948 – The Treasure of the Sierra Madre (br / pt: O tesouro de Sierra Madre)
- 1946 – Let There Be Light
- 1945 – The Battle of San Pietro (br: A batalha de San Pietro) (não creditado)
- 1944 – Tunisian Victory (refilmagem de cenas)
- 1943 – Report from the Aleutians (não creditado)
- 1942 – Across the Pacific (br: Do outro lado do Pacífico/pt: Garras amarelas)
- 1942 – In This Our Life (br / pt: Nascida para o mal)
- 1941 – The Maltese Falcon (br / pt: Relíquia macabra)

### Como ator
- 1987 – Mister Corbett's Ghost (televisão)
- 1986 – Momo .... Meister Hora
- 1985 – The Black Cauldron (voz)
- 1983 – Lovesick (br: Amor tem seu preço) .... Larry Geller
- 1982 – Cannery Row (voz) .... Narrador
- 1980 – Head On .... Clarke Hill
- 1980 – The Return of the King (televisão) (voz) .... Gandalf
- 1979 – Jaguar Lives! .... Ralph Richards
- 1979 – Wise Blood .... avô
- 1979 – Winter Kills .... Pa Kegan
- 1979 – The Visitor .... Jerzy Colsowicz
- 1978 – Angela .... Hogan
- 1978 – The Bermuda Triangle .... Edward
- 1978 – Il Grande attacco.... Sean O'Hara
- 1977 – The Hobbit (televisão) (voz) .... Gandalf the Grey
- 1977 – Tentacoli .... Ned Turner
- 1976 – Sherlock Holmes in New York (televisão) .... Professor Moriarty
- 1975 – The Wind and the Lion .... John Hay
- 1975 – Breakout .... Harris Wagner
- 1974 – Chinatown .... Noah Cross
- 1973 – Battle for the Planet of the Apes (br: A batalha do Planeta dos Macacos) .... The Lawgiver
- 1972 – The Life and Times of Judge Roy Bean .... Grizzly Adams
- 1972 – The Other Side of the Wind .... J.J. Jake Hannaford
- 1971 – Man in the Wilderness .... Capitão Filmore Henry
- 1971 – The Deserter .... General Miles
- 1971 – The Bridge in the Jungle .... Sleigh
- 1970 – Myra Breckinridge .... Buck Loner
- 1970 – The Kremlin Letter .... Admiral
- 1969 – A Walk with Love and Death .... Robert, o velho
- 1969 – De Sade .... Abbé de Sade
- 1968 – Candy .... Dr. Arnold Dunlap
- 1967 – Casino Royale .... McTarry / M
- 1966 – The Bible: In the Beginning .... Noé / Vozes de: Deus / a serpente / Narrador
- 1963 – The Cardinal .... Cardeal Glennon
- 1963 – The List of Adrian Messenger (não creditado) .... cavaleiro na caçada
- 1962 – Freud (voz) .... Narrador
- 1961 – The Misfits (não creditado) .... figurante, na cena do blackjack
- 1948 – The Treasure of the Sierra Madre (não creditado) .... americano em Tampico de terno branco
- 1930 – The Storm (não creditado)
- 1930 – Hell's Heroes (não creditado)
- 1929 – Two Americans

### Como roteirista
- 1988 – Mr. North
- 1975 – The Man Who Would Be King
- 1970 – The Kremlin Letter
- 1964 – The Night of the Iguana
- 1957 – Heaven Knows, Mr. Allison
- 1956 – Moby Dick
- 1953 – Beat the Devil
- 1952 – Moulin Rouge
- 1951 – The African Queen (adaptação)
- 1951 – The Red Badge of Courage
- 1950 – The Asphalt Jungle
- 1949 – We Were Strangers
- 1948 – Key Largo
- 1948 – The Treasure of the Sierra Madre
- 1946 – The Killers (não creditado)
- 1946 – The Stranger (não creditado)
- 1946 – Three Strangers
- 1946 – Let There Be Light
- 1945 – The Battle of San Pietro (não creditado)
- 1945 – Know Your Enemy: Japan
- 1944 – Dark Waters (não creditado)
- 1943 – Report from the Aleutians (não creditado)
- 1941 – The Maltese Falcon
- 1941 – Sergeant York
- 1941 – High Sierra
- 1940 – Dr. Ehrlich's Magic Bullet
- 1939 – Juarez
- 1939 – Wuthering Heights (não creditado)
- 1938 – The Amazing Dr. Clitterhouse
- 1938 – Jezebel
- 1935 – It Happened in Paris
- 1935 – Death Drives Through (história)
- 1932 – Law and Order (adaptação e diálogos)
- 1932 – Murders in the Rue Morgue (diálogos adicionais)
- 1931 – A House Divided
- 1930 – The Storm (diálogos)

## Premiações

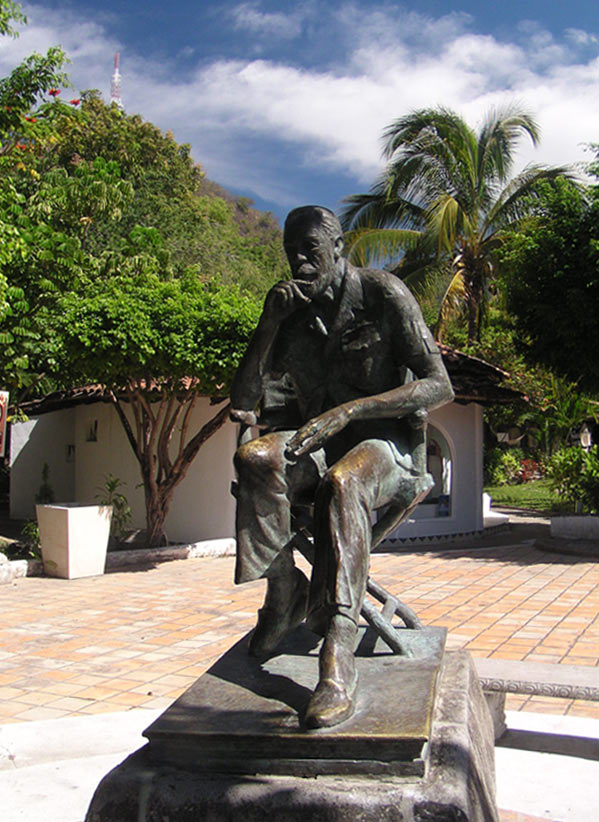
Estátua de John Huston

- Recebeu cinco indicações ao Oscar, na categoria "Melhor Diretor", por O tesouro de Sierra Madre, em 1948; Segredo das jóias, em 1950, Uma aventura na África, em 1951; Moulin Rouge, em 1952; e A honra do poderoso Prizzi, em 1985. Venceu em 1948.
- Recebeu uma indicação ao Oscar, na categoria de "Melhor Filme", por Moulin Rouge, em 1952.
- Recebeu quatro indicações ao Oscar, na categoria "Melhor Roteiro", por Relíquia macabra, em 1941; O tesouro de Sierra Madre, em 1948; Segredo das jóias, em 1950; e Uma aventura na África, em 1951. Ganhou em 1948.
- Recebeu duas indicações ao Oscar, na categoria de "Melhor Roteiro Original", por Dr. Ehrlich's Magic Bullet, em 1940; e Sergeant York, em 1941.
- Recebeu duas indicações ao Oscar, na categoria de "Melhor Roteiro Adaptado", por O céu é testemunha, em 1957; e O Homem que queria ser rei, em 1975.
- Recebeu uma indicação ao Oscar, na categoria de "Melhor Ator (coadjuvante/secundário)", por sua atuação em The Cardinal, em 1963.
- Recebeu três indicações ao Globo de Ouro, na categoria de "Melhor Diretor", por O tesouro de Sierra Madre, em 1948; A noite do iguana, em 1964; e A honra do poderoso Prizzi, em 1985. Venceu em 1948 e 1985.
- Recebeu duas indicações ao Globo de Ouro, na categoria de "Melhor Ator (coadjuvante/secundário)", por The Cardinal, em 1963; e Chinatown, em 1974. Venceu em 1963.
- Ganhou um Leão de Ouro em homenagem à sua carreira, no Festival de Veneza, em 1985.
- Ganhou o Leão de Prata, no Festival de Veneza, por Moulin Rouge, em 1952.
- Recebeu uma indicação ao BAFTA, na categoria de "Melhor Ator (coadjuvante/secundário)", por sua atuação em Chinatown, em 1974.
- Ganhou o Independent Spirit Awards, na categoria de "Melhor Diretor", por Os vivos e os mortos, em 1987.
- Recebeu uma indicação ao Framboesa de Ouro, na categoria de "Pior Diretor", por Annie, em 1982.
- Ganhou o Prêmio Bodil de "Filmes Não-Europeus", por Os vivos e os mortos, em 1987.